# Themistoclesia peruviana
Themistoclesia peruviana är en ljungväxtart som beskrevs av A. C. Smith. Themistoclesia peruviana ingår i släktet Themistoclesia och familjen ljungväxter. Inga underarter finns listade i Catalogue of Life.